# Niente è per sempre
Niente è per sempre è il dodicesimo romanzo della saga di 007 di John Gardner.

## Trama
Con la Riunificazione della Germania, Cabal, la più importante operazione di infiltrazione di agenti della CIA e dell'MI6 nella Germania Est, è dichiarata chiusa. Due anni dopo, alcuni degli agenti che ne presero parte sono assassinati. La CIA invia l'agente Easy St. John in Europa per collaborare alle indagini con l'agente britannico James Bond. Easy era amica di una ex agente di Cabal, assassinata a Berlino.

Giunto nella città tedesca, James Bond segue le tracce di alcuni ex membri di Cabal che lo portano a sospettare di una vendetta di Wolfgang Weisen, ex numero due di Markus Misha Wolf che guidava il disciolto servizio informativo della DDR.

Durante la cena qualcuno cerca di assassinare Bond ed Easy con dei piccoli ragni velenosi nei piatti. Bond scopre la presenza dei micidiali animaletti prima di essere aggredito e riesce a salvare la cua collega di indagine.

Le indagini li convincono che sia necessario trovare un'altra ex appartenente all'operazione, Praxi Simeon, che si trova a Parigi.

Il viaggio in treno per la capitale francese è l'occasione per un rapporto amoroso tra i due agenti segreti e per una sfida con finti poliziotti che cercano di ucciderli. Sul treno ai due si unisce anche Harry Spraker, un altro ex dell'operazione.

A Parigi i tre si dividono ed è Praxi Simeon a trovare James Bond. La donna lo porta in un rifugio sicuro vicino a Montmartre dove scoprono di essere tutti ancora in forza all'MI6.

Bond, Harry e Praxi pedinano per le vie della città alcuni presunti uomini di Weisen e poi raggiungono Easy in una casa sicura del Servizio Segreto. Il gruppo è raggiunto da altri elementi e tutti discutono delle frequentazioni di Weisen. Alla fine ricevono l'ordine di separarsi per raggiungere Venezia in diverse modalità.

Sul volo per Pisa, Bond scopre di essere seduto vicino ad Axel Ritter, uno degli scagnozzi di Weisen. I due iniziano a conversare. Quindi Ritter cerca di assassinare Bond che si salva, uccidendo il rivale.

Giunto a Venezia, Bond si reca all'Hotel Cipriani ed è contattato da August Wimper un altro ex membro dell'operazione Cabal che ora è infiltrato nell'organizzazione di Weisen. Scopre che Easy, Praxi ed Harry sono stati rapiti e si trovano in una abitazione sul Canal Grande. I due entrano nel palazzo quando scoprono che Harry fa il doppio gioco per Weisen e li incastra. 007 si trova così al cospetto di questa importante figura della Guerra fredda. Bond e Weisen colloquiano nel suo ufficio veneziano e l'agente segreto scopre il folle piano di far saltare in aria il treno nell'Eurotunnel.

Imprigionato di nuovo con gli altri, riesce ad organizzare la fuga durante la quale Easy è assassinata. Bond, Praxi e Wimper inseguono Weisen fino all'aeroporto di Quinto di Treviso ma l'ex STASI riesce a fuggire.

Ma 007 sa dov'è diretto. Si reca a Calais e lo trova intento a confezionare la bomba per far esplodere il treno nell'Eurotunnel. Lo uccide con una violenta scarica elettrica sulle rotaie prima che riesca a completare il suo disastroso piano.

### Personaggi principali
- James Bond.
- Easy St. John, agente della CIA.
- Wolfgang Weisen, ex dirigente della STASI.
- Praxi Simeon, ex membro dell'operazione CABAL.
- Harry Spraker, ex membro dell'operazione CABAL.
- Axel Ritter, scagnozzo di Weisen.
- August Wimper, ex membro dell'operazione CABAL.

## Edizioni
- John Gardner, Niente è per sempre, traduzione di Giuseppe Settanni, Segretissimo, Arnoldo Mondadori Editore, 1993,  p. 319.